# Самоне (провінція Турин)
Самоне (італ. Samone, п'єм. Samon) — муніципалітет в Італії, у регіоні П'ємонт,  метрополійне місто Турин.
Самоне розташоване на відстані близько 550 км на північний захід від Рима, 45 км на північ від Турина.
Населення — 1620 осіб (2014).
Щорічний фестиваль відбувається 16 серпня. Покровитель — святий Рох.

## Демографія
Населення за роками:

Станом на 1 січня 2023 року в муніципалітеті офіційно проживало 89 іноземців з 19 країн, серед них 56 громадян країн Євросоюзу та 1 громадянин України.

## Сусідні муніципалітети
- Банкетте
- Коллеретто-Джакоза
- Фйорано-Канавезе
- Лоранце
- Павоне-Канавезе
- Салерано-Канавезе